# Хон Чжон Хён
Хон Чжон Хён (кор. 홍종현; род. 7 января 1990) — южнокорейский актёр и модель (Yong Entertainment).

## Биография
Хон Чжон Хён дебютировал в 2008 году, снявшись в его первом фильме «Hey, Tom». В этом же году начинающий актер появился в двух фильмах, один из которых был «A Frozen Flower».
В 2009 году он получил свою первую роль в телевизионном шоу «Heading to the Ground».
В 2010 году Чжон Хён принял участие в шоу «Oh! My Lady». После которого, получил возможность сняться в «Jungle Fish 2» в качестве главного героя. Фильм основывался на проблемах подростков, с которыми они сталкиваются в школе и дома, и был чрезвычайно популярен среди зрителей. Успех этого фильма, помог Чжон Хёну продвинуть свою актерскую карьеру.
2011 году он участвовал в еще трех шоу, которые также достигли хорошего успеха («White Christmas», «Warrior Baek Dong Soo» и «Vampire Idol»).
Хоть большинство ролей этого актера и не были главными, но популярность этих шоу помогли стать ему настоящей звездой.
В 2012 году он участвовал в съемках одного из самых популярнейших шоу «Wild Romance». Чжон Хён также снялся в телесериале «Dear You», который затрагивает такую проблему, как возвращение старой любви. Это шоу стало настоящим хитом.

## Фильмография

### Фильмы
- A Frozen Flower / Ледяной цветок (2008)
- Lovers (2008)
- Hey, Tom (2008)
- One Step More to the Sea / На шаг ближе к морю (2009)
- Ghost / Призрак (2010)
- Знакомство с родителями 2: Как стать зятем полицейской семейки / Meet the In-Laws 2: Becoming the Police Family’s Son-In-Law / Uiheomhan Sangkyeonrye: Kyeongchalgajok Sawidoegi / 위험한 상견례: 경찰가족 사위되기 (2015)
- Alice: Boy from Wonderland / Алиса: Парень из Страны Чудес (2015)
- Meet the In-Laws 2 / Знакомство с родителями 2 (2015)

### Дорамы (телевизионные сериалы)
- Heading to the Ground / Точный пас (MBC, 2009)
- Hot Blood / Горячая кровь (KBS2, 2009)
- Oh! My Lady / Моя леди (SBS, 2010)
- Jungle Fish 2 / Рыба Джунглей 2 (KBS1, 2010)
- White Christmas / Белое Рождество (KBS2, 2011)
- Warrior Baek Dong Soo / Воин Пэк Тон Су (SBS, 2011)
- Vampire Idol / Идол Вампир (MBN, 2011)
- Wild Romance / Романтика без правил (KBS2, 2012)
- Hero / Герой (OCN, 2012)
- Beloved / Возлюбленный (JTBC, 2012)
- Jeon Woo Chi / Даосский маг Чон У Чхи (KBS2, 2012)
- Dating Agency: Cyrano / Агентство знакомств Сирано (tvN, 2013)
- Her Lovely Heels / Ее милые каблуки (SBS, 2014)
- Why I’m Getting Married / Причина, по которой я выхожу замуж (KBS2, 2014)
- Mama / Мама (MBC, 2014)
- Scarlet Heart: Ryeo/ Алые сердца: Корё (SBS, 2016)
- The King's Love / Любовь короля (MBC, 2017)

## Награды
- 2011 — Korea Best Dresser Swan Awards: Best Dressed (Model category)
- 2014 — MBC Entertainment Awards: New Star of the Year (We Got Married 4)
- 2015 — 9th Cable TV Broadcasting Awards: Best Couple Award with Han Seung-yeon (Her Lovely Heels)
- 2015 — 10th Asia Model Festival Awards: New Star Award (Model category)